# Looking for Fidel
Pour plus de détails, voir Fiche technique et Distribution.
Looking for Fidel est un documentaire politique réalisé par Oliver Stone.
C'est le second documentaire du réalisateur sur l'interview de Fidel Castro à Cuba, qui a été diffusé dans le cadre de la série télévisée américaine America Undercover, à la suite de l'exécution de trois dissidents cubains aux États-Unis.

## Fiche technique
- Réalisation et scénario : Oliver Stone
- Producteur : Oliver Stone
- Image : Carlos Marcovich, Rodrigo Prieto
- Montage : Alex Marquez, Langdon Page
- Pays d'origine : États-Unis
- Langue : Anglais, Espagnol
- Genre : documentaire politique
- Durée : 57 minutes
- Date de diffusion : 2004